# La Quête des ours

La Quête des ours (titre original : Seekers) est une série littéraire écrite par Erin Hunter, pseudonyme de Kate Cary, Cherith Baldry et Victoria Holmes, rejointes ensuite par Tui T. Sutherland puis par Gillian Philip et enfin par Inbali Iserles.

## Histoire
Cette série suit les aventures de trois oursons (une ourse polaire, Kallik, un grizzly, Toklo, et une ourse noire, Lusa) qui voient leur monde de plus en plus menacé par l'intervention des hommes. Ils vont devoir s'unir pour survivre.

## Liste des volumes

### Cycle I:The Origin
1. L'aventure commence, Pocket Jeunesse, 2013 ((en) The Quest Begins, 2008)
2. Le Mystère du lac sacré, Pocket Jeunesse, 2013 ((en) Great Bear Lake, 2009)
3. Le Géant de feu, Pocket Jeunesse, 2014 ((en) Smoke Mountain, 2009)
4. Les Dernières Contrées sauvages, Pocket Jeunesse, 2014 ((en) The Last Wilderness, 2010)
5. Le Feu du ciel, Pocket Jeunesse, 2015 ((en) Fire in the Sky, 2010)
6. Les Esprits des étoiles, Pocket Jeunesse, 2015 ((en) Spirits in the Stars, 2011)

### Cycle II:Return to the Wild
1. L'Île des ombres, Pocket Jeunesse, 2016 ((en) Island of Shadows, 2012)
2. La Mer qui fond, Pocket Jeunesse, 2016 ((en) The Melting Sea, 2012)
3. La Rivière maudite, Pocket Jeunesse, 2017 ((en) River of Lost Bear, 2013)
4. Le Territoire des loups, Pocket Jeunesse, 2017 ((en) Forest of Wolves, 2014)
5. L'Horizon céleste, Pocket Jeunesse, 2018 ((en) The Burning Horizon, 2015)
6. Le Jour le plus long, Pocket Jeunesse, 2018 ((en) The Longest Day, 2016)

### Livres illustrés
1. (en) Toklo's Story, 2010
2. (en) Kallik's Adventure, 2011